# 버나드 힐
버나드 힐(Bernard Hill, 1944년 12월 17일~2024년 5월 5일)은 잉글랜드의 배우이다.

## 출연 작품
- 반지의 제왕2 - 세오덴 역
- 한 여름 밤의 꿈
- 타이타닉 - 선장 역
- 작전명 발키리 - 자신감 넘치는 장군(사막) 역
- 파라노만(애니메이션)